# Friedenskirche St. Vitus (Auerstedt)

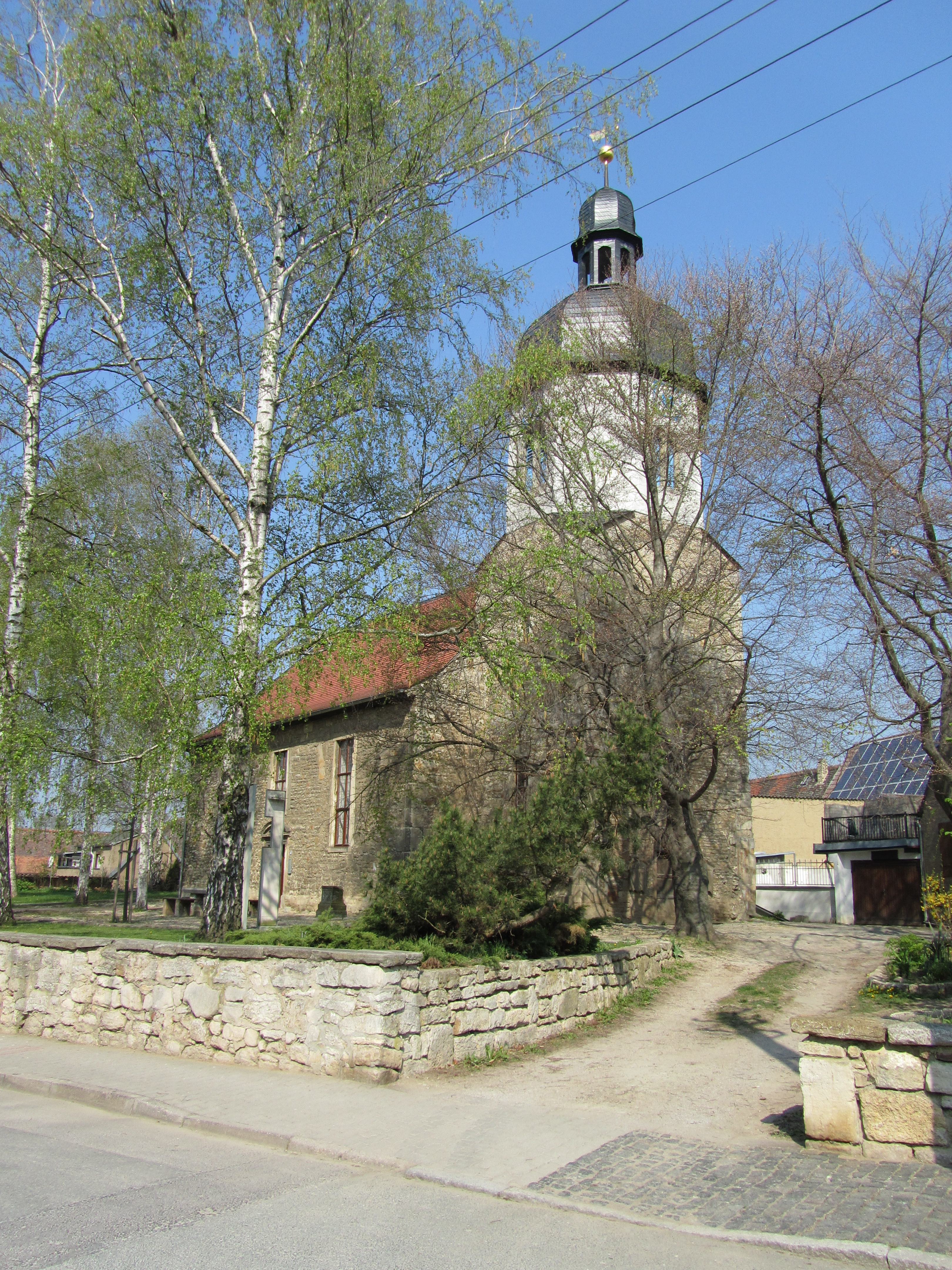
Die Kirche

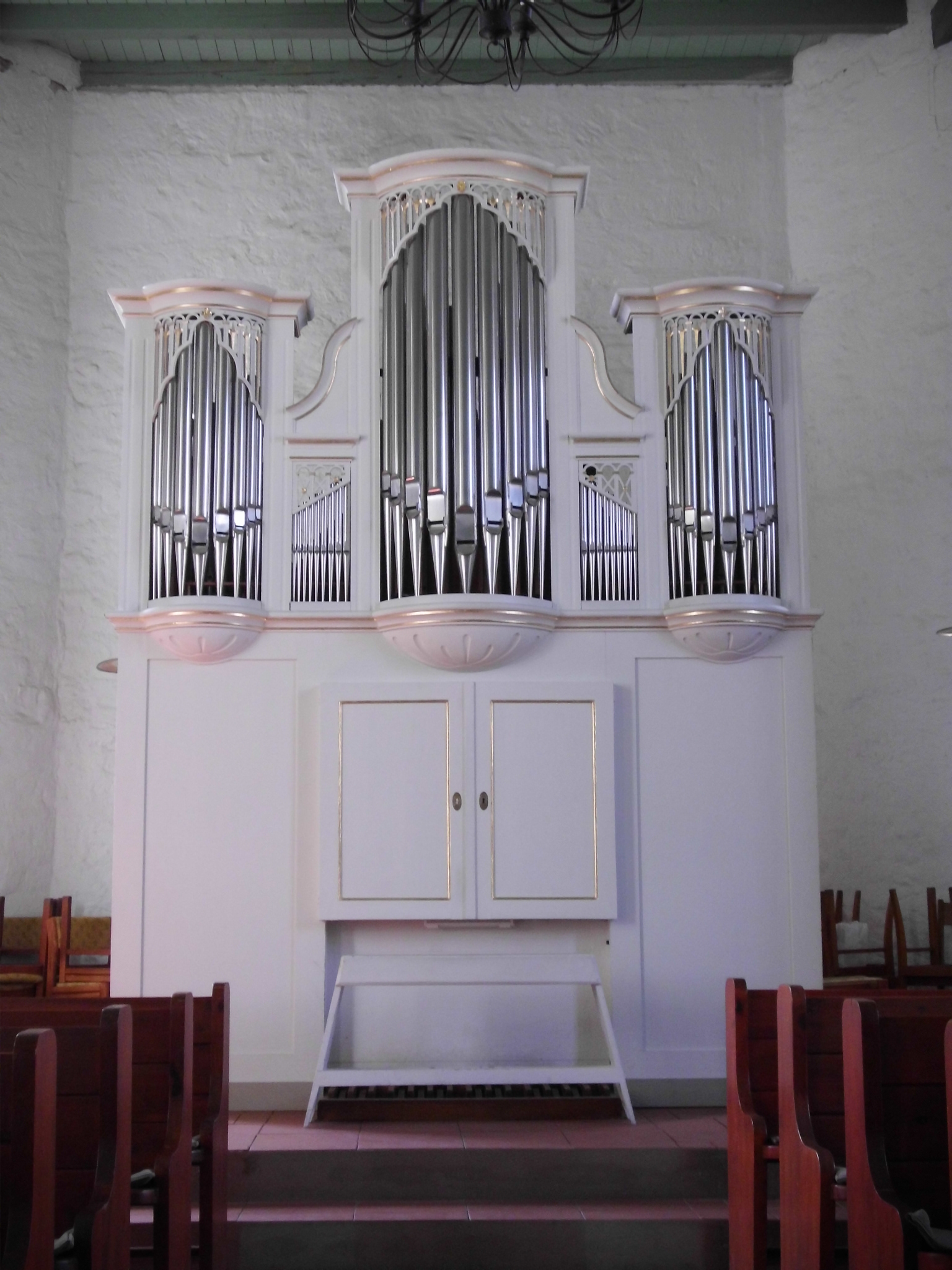
Orgel

Die Friedenskirche St. Vitus steht im Ortsteil Auerstedt der Stadt Bad Sulza im Landkreis Weimarer Land in Thüringen. Sie gehört zur Kirchgemeinde Bad Sulza im Kirchenkreis Apolda-Buttstädt der Evangelischen Kirche in Mitteldeutschland.

## Geschichte und Architektur
Die gewestete Kirche schließt mit einer polygonalen Apsis. Der Turm im Osten stammt aus dem 12. Jahrhundert. Seit dem barocken Umbau der Kirche in den Jahren 1718–1722 ist er mit einem achteckigen Turmaufsatz, Turmuhr, Haube und Laterne sowie Kirchturmknopf und Wetterfahne ausgestattet. Die Glocke von Melchior Moering[k] (Erfurt) stammt aus dem Jahr 1588. Ihre größere Schwester wurde am 12. September 1917 abgeliefert und zu Kriegszwecken eingeschmolzen. Ihre Kleinere Schwester wurde 1906 außer Gebrauch gestellt.
Die Orgel von Matthias Vogler (Naumburg) aus dem Jahr 1817/18, die ursprünglich  in der Dorfkirche  Döbris eingebaut war und 1967 gekauft wurde wegen des Abrisses des ganzen Ortes Döbris durch den Braunkohletagebau Pirkau, wurde 2003/07 von Dirk Schönefeld (Stadtilm) generalsaniert und wieder aufgebaut. 2007 wurde sie wieder geweiht.
Nach der politischen Wende in der DDR wurden Turmhaube, Fenster, Türen sowie die Decke erneuert. Seit dem 200-Jahr-Gedächtnis der Schlacht bei Jena und Auerstedt 2006 trägt die Kirche den Namenszusatz Friedenskirche. Am 19. März 2006 weihte Landesbischof Christoph Kähler den Welterdenaltar mit Erde aus allen Teilen der Welt.
Vor dem Gotteshaus steht das Denkmal der 28 im Ersten Weltkrieg und 44 im Zweiten Weltkrieg gefallenen Soldaten des Ortes.